# فيلي توماس
فيلي توماس (بالإنجليزية: Willie Thomas)‏ هو بواق أمريكي، ولد في 13 فبراير 1931، وتوفي في 16 فبراير 2019.

## وصلات خارجية
- الموقع الرسمي
- فيلي توماس على موقع ميوزك برينز (الإنجليزية)
- فيلي توماس على موقع ديسكوغز (الإنجليزية)